# Стромынка
Стромы́нка — улица на северо-востоке Москвы от Сокольнической площади до Русаковской набережной, расположена в районе Сокольники.

## Происхождение названия
Улица является начальным участком старинной Большой Стромынской дороги (Стромынки), которая вела из Москвы через село Стромынь в Юрьев-Польский и Суздаль, а далее во Владимир. В XVIII веке улица называлась Матросская, так как проходила через Матросскую слободу у реки Яузы.

## История
Стромынка — улица между Сокольнической площадью и Матросским мостом, на востоке Москвы, в Сокольниках. Возникла в XIV веке как дорога в село Стромынь (отсюда название). В XVII веке дорога связывала Сокольники, Преображенское и Черкизово. В XVIII веке называлась Матросской улицей — от Матросской слободы на правом берегу реки Яузы. С конца XVIII века Стромынка и её окрестности стали районом больниц и богаделен. Со второй половины XIX века здесь строились фабрики и заводы. В 1893 г. по обеим сторонам улицы устроены бульвары, а в 1911—1913 гг. на Стромынской площади созданы скверы. С 1908 года по Стромынке ходит трамвай.

## Примечательные здания и сооружения
По нечётной стороне:
- № 5 — жилой дом. В последние годы жизни здесь жил писатель Юрий Казаков[1], а также поэт-пародист Александр Иванов[2].
- № 7 — Больница для хронических больных имени братьев Бахрушиных (1884—1887, 1890—1892, архитекторы Б. В. Фрейденберг, М. Н. Чичагов; 1908, архитектор И. А. Иванов-Шиц, В. В. Лебедев; 1913, архитектор А. И. Рооп), выявленный объект культурного наследия. Ныне — Городская клиническая больница № 5 (объединённые ГКБ № 33 им. Остроумова и ГКБ № 14 им. Короленко).
- № 11 — Д
- Дом по адресу — Стромынк -а, 11
- КТ
- , ПИЛОТНЫЙ ПРОЕ новой сеи домов 1924 года в Москве).
- № 19 к. 2 — ООО «Московский мыловаренный завод»
- № 19а — Торговое здание (1999—2007, архитекторы Н. Лызлов, О. Каверина)[3].
- № 21, корп. 1 — жилой дом. Здесь жил писатель Юрий Давыдов[4], Герой Советского Союза Д. И. Павлов (мемориальная доска).
- № 21, корп. 2 — в прошлом здесь располагалось издательство «Химия»[5].
- № 27 — Здание Рособоронэкспорта (ранее ФДСУ при ФДС России).

По чётной стороне:
- № 2 — Центр госуслуг (МФЦ) района Сокольники[6]
- № 4 — Олимпийский центр имени братьев Знаменских
- № 6 — Дом культуры имени И. В. Русакова (1929, архитектор К. С. Мельников)[7], объект культурного наследия регионального значения.
- № 10, стр. 1 — Главный корпус Богадельни Боевых с домовым храмом Святого Николая Чудотворца (1890—1894, архитектор А. Л. Обер).
- № 18, корпус 3 — Административно-производственное здание (1929—1932, архитектор А. В. Юганов)[7], сейчас Российский государственный социальный университет
- № 20 — Екатерининская богадельня, первоначально полотняная фабрика (XVIII век), в 1940-х — начале 50-х годов располагалось студенческое общежитие МГУ. Сейчас в здании располагается МИРЭА — Российский технологический университет (РТУ МИРЭА).
- № 32 — бывшее студенческое общежитие МГУ.

## Галерея

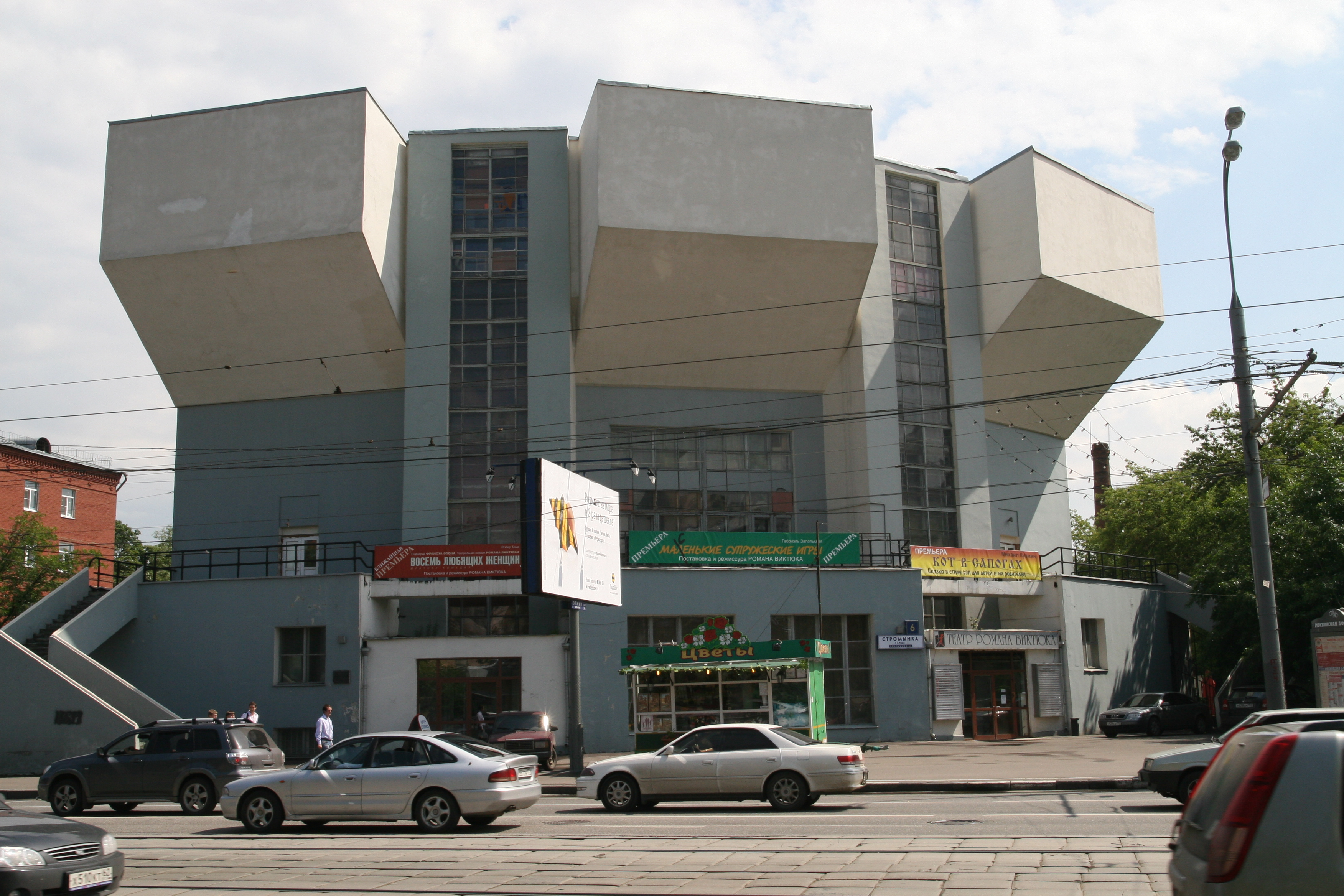
Общий вид Дома культуры им. И. В. Русакова со стороны ул. Стромынки
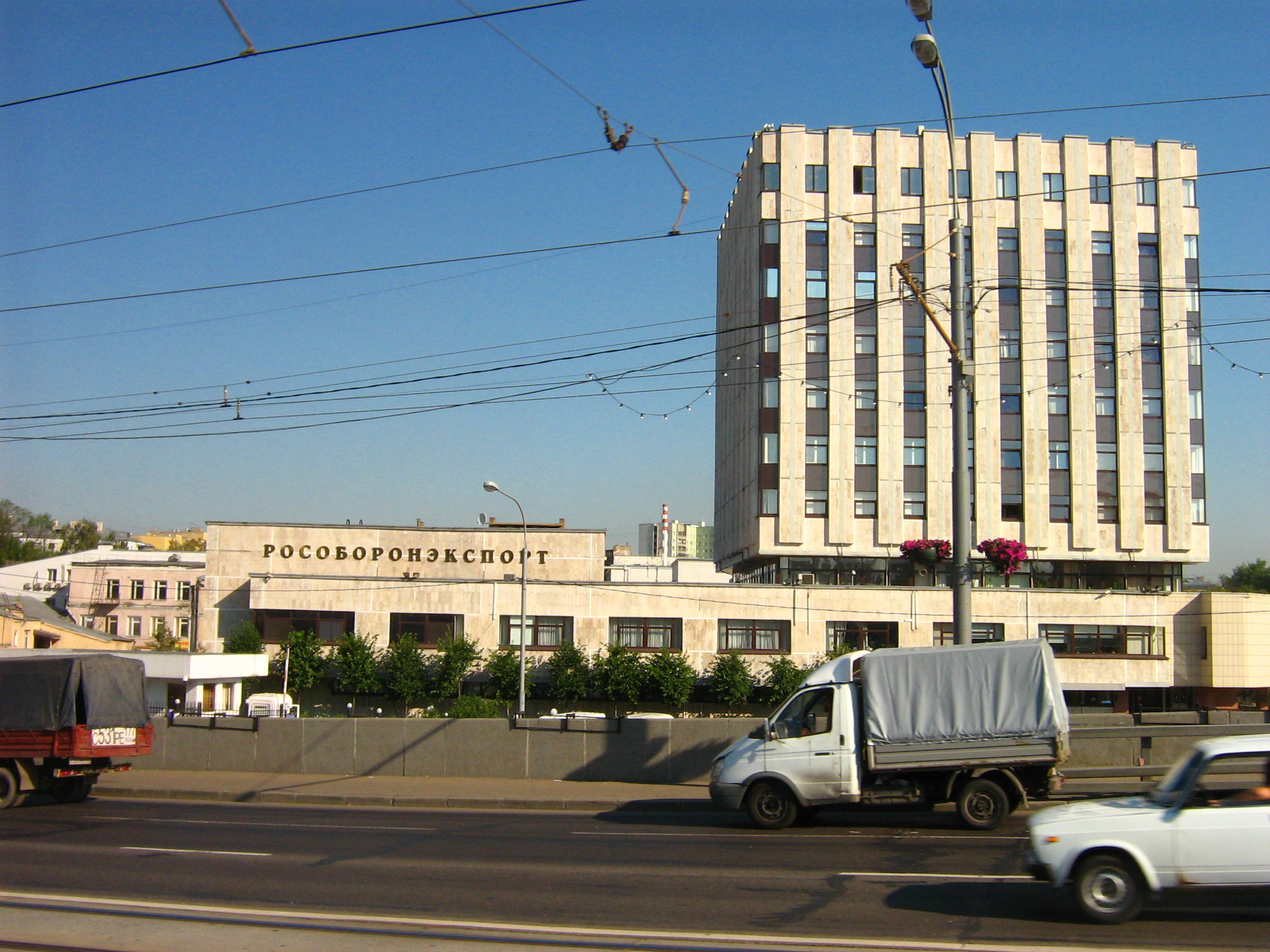
Здание «Рособоронэкспорта», д. 27
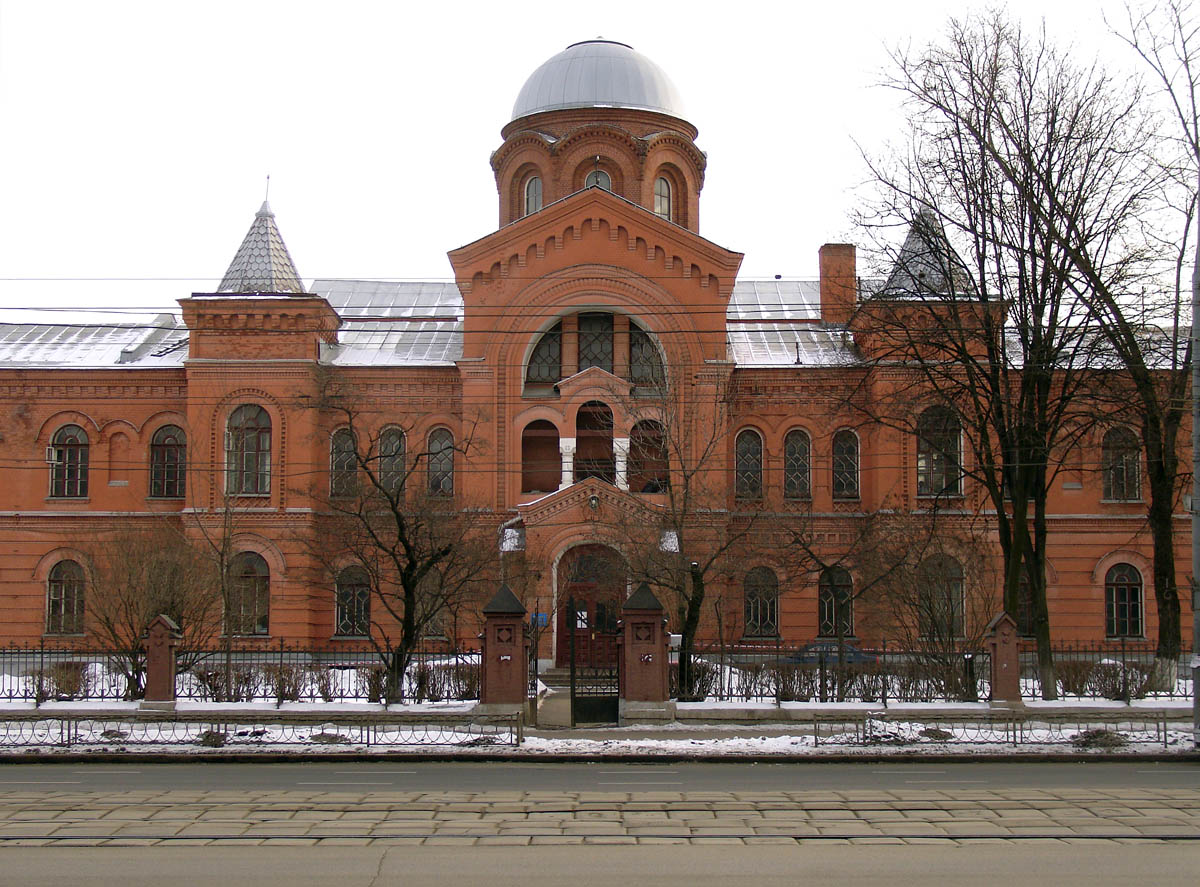
д. 10. Городская клиника
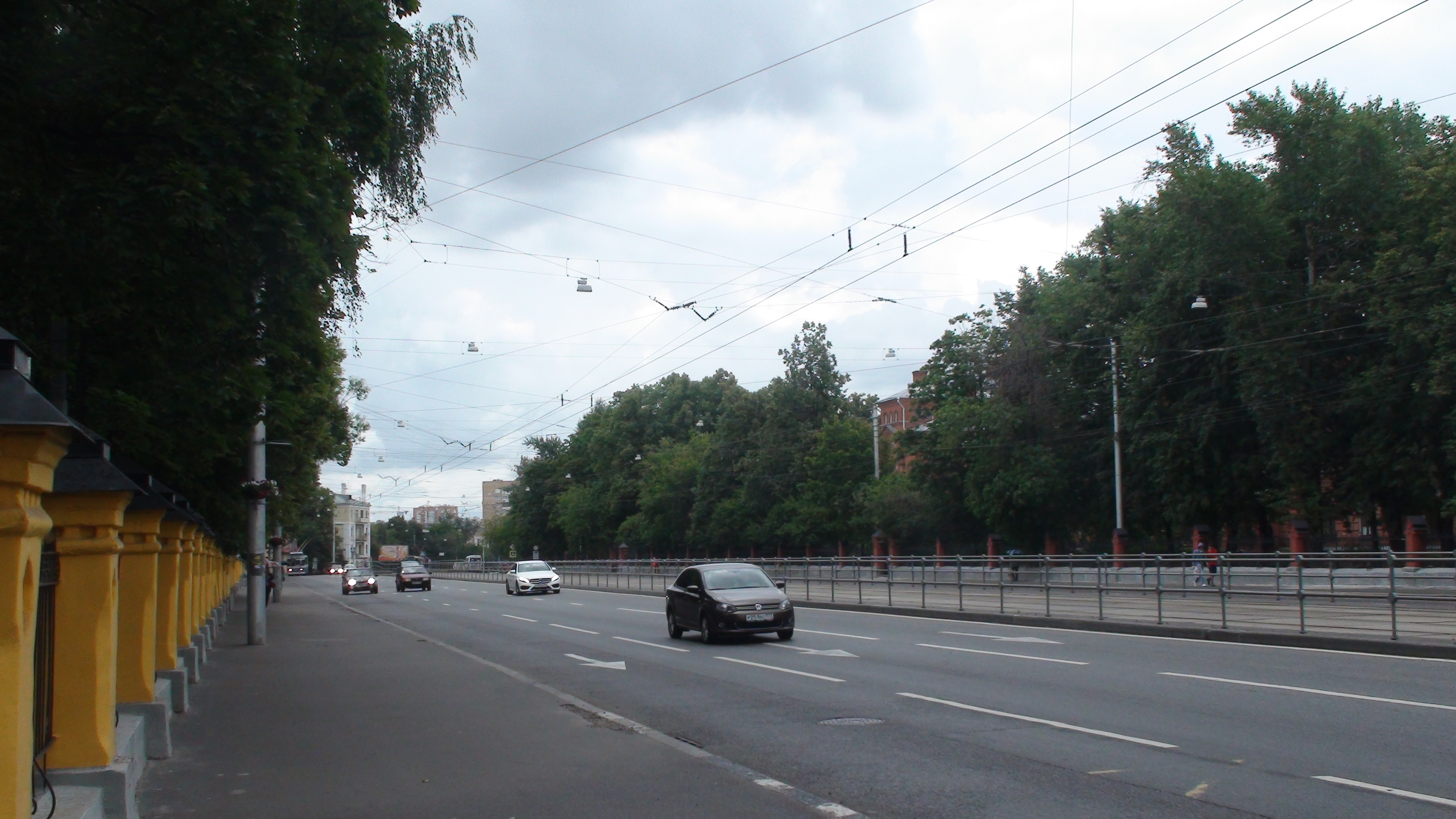
Вид из центра

## Общественный транспорт
- Станции  Сокольники и  Сокольники — в 150 метрах от начала улицы.
- Станция  Преображенская площадь — в 650 метрах от конца улицы.
- Автобусы 604, т32, т41, 78, 265, 716, н15.
- Трамваи  7, 13.